# Polyacanthonotus merretti
Polyacanthonotus merretti är en fiskart som beskrevs av Sulak, Crabtree och Hureau, 1984. Polyacanthonotus merretti ingår i släktet Polyacanthonotus och familjen Notacanthidae. Inga underarter finns listade i Catalogue of Life.